# پل متیلن

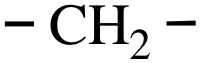
پل متیلن

پلی اتیلن از تعداد زیادی پل متیلن تشکیل شده است.

پل متیلن (به انگلیسی: Methylene bridge) در شیمی آلی به بخشی از مولکول گفته می‌شود که در آن دو اتم هیدروژن به اتم کربنی متصل شده‌اند که با دو پیوند یگانه به دیگر اتم‌ها متصل است.همچنین در ترکیبات کمپلکس می‌تواند دو اتم فلزی را به هم اتصال دهد.مثلاً در واکنش‌گر تبه به صورت لیگاند دو اتم آلومینیوم و تیتانیوم را به هم پیوند داده است.